# Ligne de Triguères à Surgy
La ligne de Triguères à Surgy est une ligne ferroviaire française, qui reliait la gare de Triguères dans le département du Loiret, sur la ligne de Montargis à Sens, à celle de Surgy dans le département de la Nièvre, sur la ligne de Laroche-Migennes à Cosne.
Cette ligne qui constitue la ligne 749 000 du réseau ferré national est déclassée de Charny à Surgy. Le statut actuel de la section de Triguères à Charny est celui de ligne non exploitée.
La section entre Villiers-Saint-Benoît et Fontenoy est utilisée par le Train Touristique de Puisaye.

## Historique
La ligne est déclarée d'utilité publique à titre d'intérêt général le 31 décembre 1875. Construite par l'état et non concédée, le décret du 18 octobre 1883 autorise la Compagnie des chemins de fer de Paris à Lyon et à la Méditerranée (PLM) à exploiter provisoirement la ligne qui lui sera concédée à titre définitif par le décret du 20 novembre 1883.
La ligne est finalement ouverte à l'exploitation le 22 mai 1884.
La ligne est notamment créée pour mettre en relation le Morvan, avec Montargis et Paris par le "Bourbonnais" (Paris Clermont), pour expédier le bois, le grain, la pierre, et d’autres productions locales vers les grands centres urbains dont Paris.
Elle est également ouverte au trafic voyageurs. Ainsi en 1929 on compte 6 trains par jour, 3 dans chaque sens. Le parcours le plus rapide, Triguères-Clamecy, est effectué en 2 h 38 avec un arrêt de 30 min à Toucy - Moulins. La vitesse moyenne frôle donc les 40 km/h.
En 1938 la ligne est reprise dans le réseau sud est de la SNCF. Elle est fermée au service des voyageurs le 10 octobre 1938.
En 1942, l’occupant allemand démonte voies et traverses sur la portion Fontenoy-Surgy pour permettre l’extension de leur réseau ferroviaire vers la Russie. Cette section de ligne est donc définitivement fermée à tout trafic à cette date.
Le déclassement de la section de Fontenoy à Surgy (PK 188,324 à 216,110) est prononcée par décret le 12 novembre 1954.
- Le 31 décembre 1988, la section Charny - Fontenoy est fermée au trafic marchandises.

- Le déclassement de la section Charny - Fontenoy (km 155,050 à 188,324) intervient le 6 mai 1997[6]

La  partie subsistante de la ligne est gérée par Réseau ferré de France (RFF) entre 1997 et 2014, puis par SNCF réseau à partir de 2015.

## La ligne aujourd’hui
A pied ou à VTT, on peut suivre le tracé de la ligne entre Andryes et la gare de Lain - Thury soit environ 15 km. On découvrira ainsi les anciennes infrastructures, maisons de garde barrières, gares, et surtout le Viaduc de Druyes-les-Belles-Fontaines qui offre une vue panoramique sur le château fort et sur la campagne environnante. 
Entre Lain - Thury et Fontenoy, le tracé se perd dans la végétation.
Entre Fontenoy et Villiers-Saint-Benoît, les voies sont toujours en place et sont utilisées par le train touristique de Puisaye-Forterre.
Entre Villiers-Saint-Benoît et Charny, les voies sont utilisées par le Vélo rail de Puisaye. 
De Charny à Triguères les voies sont encore en place.

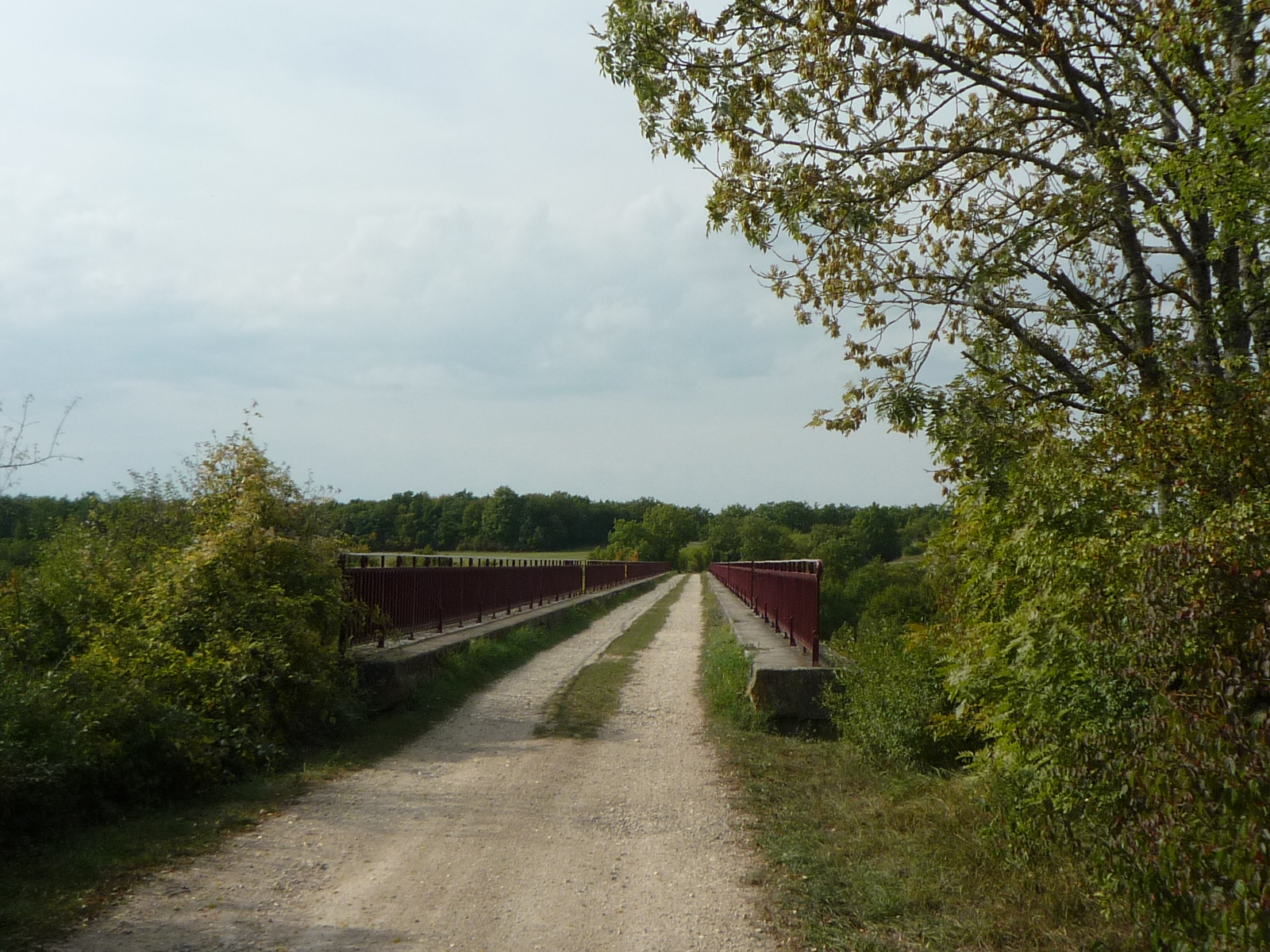
La ligne sur le viaduc.
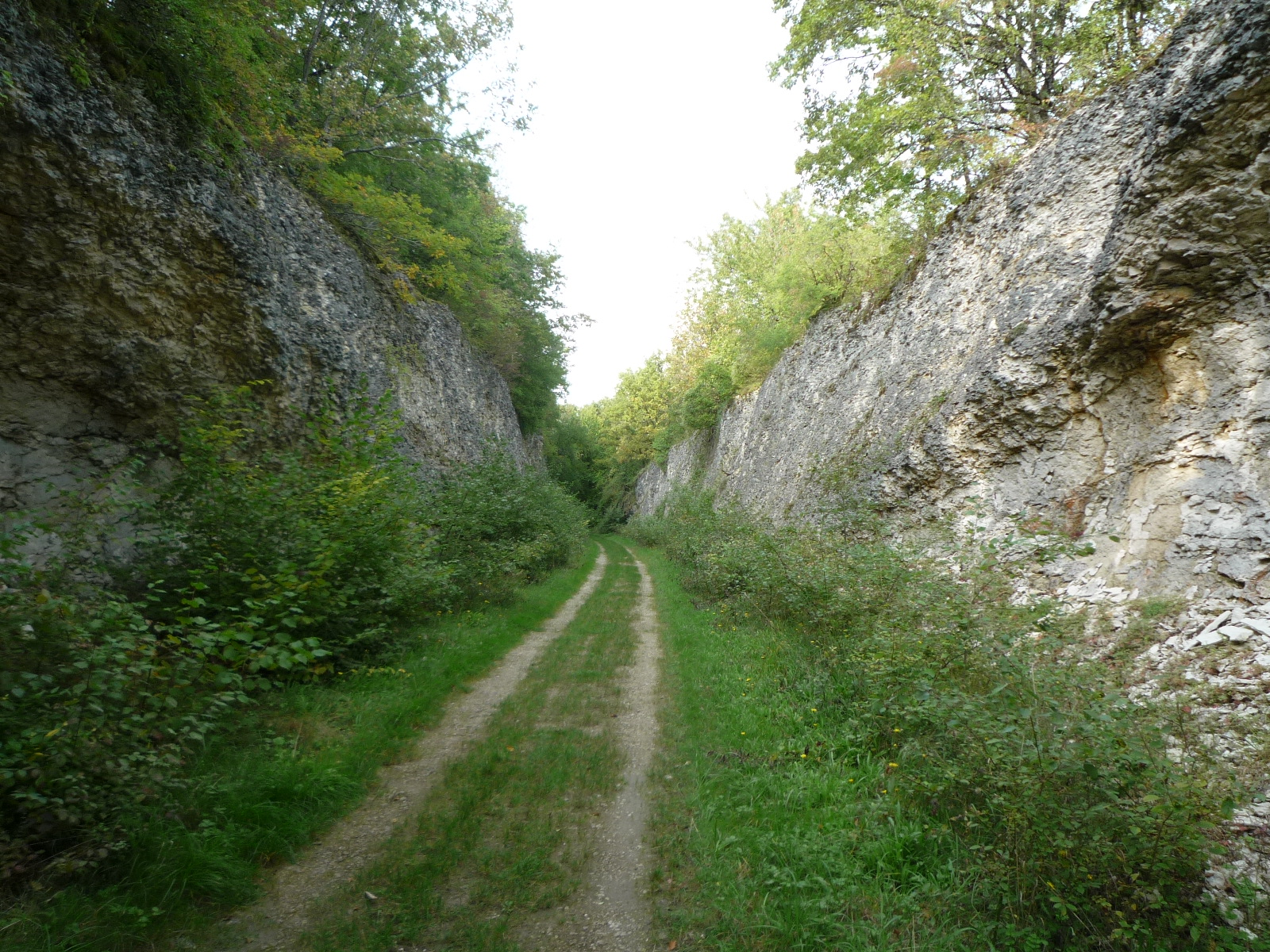
La ligne en tranchée dans la roche.
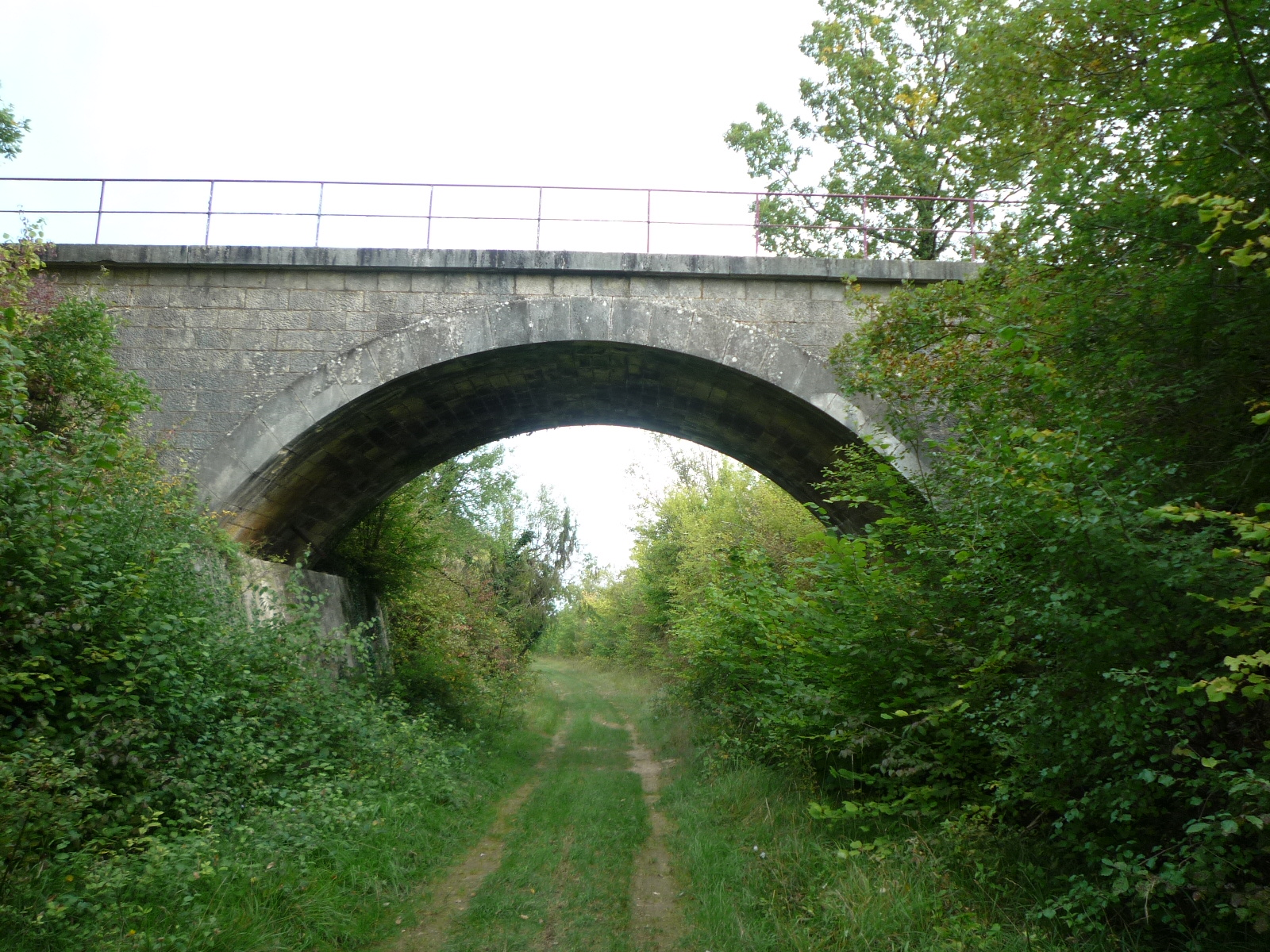
Pont sous la D73.
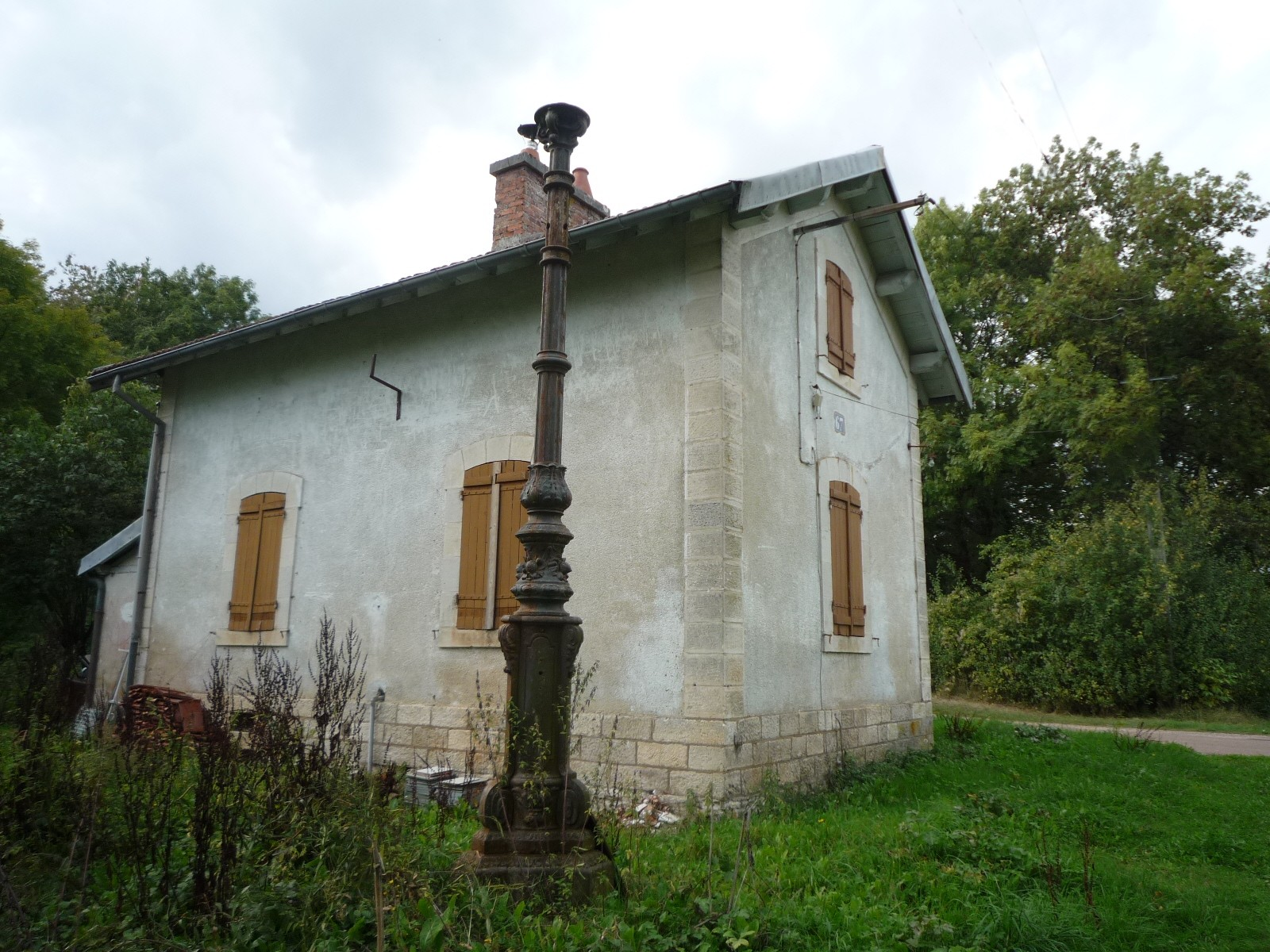
Une maison de garde barrière au PK 200, à Fougilet.